# Чеганлы (Башкортостан)
Чеганлы (Чаганлы, баш. Сағанлы) — деревня Анновского сельсовета Белебеевского района Республики Башкортостан.

## Географическое положение
Расстояние до:

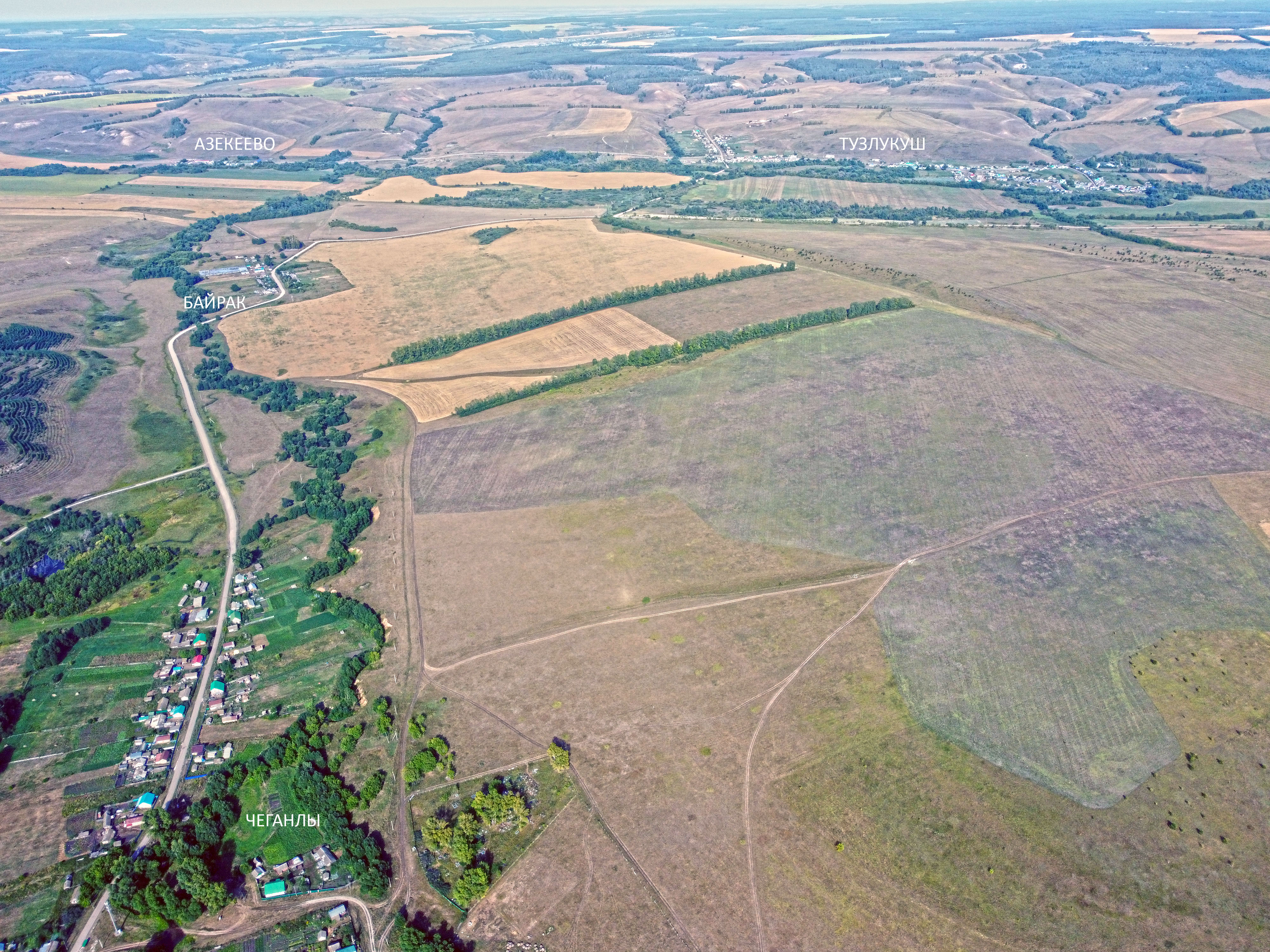
За деревней Чеганлы

- районного центра (Белебей): 18 км,
- центра сельсовета (Анновка): 1 км,
- ближайшей ж/д станции (Аксаково): 28 км.

## Население
| 2002 | 2009 | 2010 |
| ---- | ---- | ---- |
| 138  | ↗156 | ↘148 |

Национальный состав
Согласно переписи 2002 года, преобладающая национальность — татары (76 %).